# ملوند (سبزوار)
ملوند، روستایی است از توابع بخش روداب و در شهرستان سبزوار استان خراسان رضوی ایران.

## جمعیت
این روستا در دهستان فروغن قرار داشته و بر اساس سرشماری سال ۱۳۸۵ جمعیت آن ۸۸۴ نفر (۲۱۶ خانوار)
بوده‌است.